# 朴英贊
朴英贊（박영찬，?—），北韓政治家，官至朝鮮勞動黨中央委員及千里馬煉鋼聯合企業管理人。

## 生平
外界對於朴英贊的事跡不多。資料記載他在1980年成為朝鮮勞動黨的中央委員。兩年後，被任命為鋼絲煉鋼聯合企業管理人。1988年，轉為中央候補委員，至2010年朝鮮勞動黨代表會議前，他依在任這職位。1989年，他獲委任為千里馬煉鋼聯合企業管理人。1994年，時任最高領導人金日成離世，朴英贊被繼任人金正日列為治喪委員會的成員之一。2003年，朴英贊離開千里馬煉鋼聯合企業管理人一職，此後再沒有其消息。

## 資料來源
1. 1 2 3 4  .   [2014-02-01]. （原始内容存档于2019-08-22）.